# バイアステープ
バイアステープは裁縫に使う、生地の織り・布目に対し角度を45度傾けて細いテープ状に切った布。伸縮性の無い布でも、斜めに使う事で伸縮や曲げの自由度が上がり、縁取りや当て布に向く。
好みの布で自作出来るが、四角い生地を斜めに細長く切って作る為、長さがそろわずつなぎ足す必要がある。
製品では、あらかじめ布を斜めに織るため長尺生産が可能になっている。ただし、柄や色味をそろえるのが困難である。Tシャツのリメイクなどの時は、使うのが困難と思われる。

## 用途
生地のほつれを防止する目的で、生地のハシを折込む場合があるが、襟ぐりなど曲がった箇所の折込みは困難を伴う。当て布で縁取り行う場合も、布目のままでは曲げ部分でシワが寄ったりと仕上げが難しく、扱いが難しいため、バイアステープを使用する。
またセルティックキルトにおいては、模様を作るのにバイアステープを用いる（キルト#技法を参照）。

## 参照
1. バイアステープとは